# Vegetazione climax
La vegetazione climax è la vegetazione che si stabilisce in un dato luogo a certe condizioni climatiche in assenza di azione dell'uomo dopo un certo periodo di tempo. Le foreste tropicali sono un esempio di vegetazione climax, come del resto le foreste temperate, le tundre, le praterie, le steppe.
Questi tipi di vegetazione sono governati principalmente dalla latitudine della regione in cui si trovano. In queste regioni esistono varianti, dipendendo dall'altitudine, dall'ambiente e dalla posizione geografica, dal microclima prevalente e dal tipo di suolo. 
Un ecosistema che ha raggiunto il suo climax è più resistente alle aggressioni climatiche o antropiche di una piantagione artificiale.